# Svetovni sklad za naravo
Svetovni sklad za naravo (WWF - angleško World Wide Fund for Nature) je mednarodna nevladna organizacija, ustanovljena leta 1961, ki deluje na področju ohranjanja divjine in zmanjševanja človekovega vpliva na okolje. Prej se je imenoval World Wildlife Fund, kar ostaja njegovo uradno ime v Kanadi in Združenih državah.
WWF je največja svetovna organizacija za ohranjanje narave z več kot petimi milijoni podpornikov po vsem svetu, ki deluje v več kot 100 državah in podpira okoli 3000 projektov ohranjanja in okolja. Od leta 1995 so vložili več kot milijardo dolarjev v več kot 12.000 pobud za ohranjanje narave. WWF je fundacija s 55 % sredstev posameznikov in zapuščin, 19 % iz vladnih virov (kot so Svetovna banka, DFID (Oddelek za mednarodni razvoj) in USAID (Agencija Združenih držav za mednarodni razvoj)) in 8 % iz korporacij v letu 2014.
Cilj WWF je »ustaviti degradacijo naravnega okolja planeta in zgraditi prihodnost, v kateri ljudje živijo v sožitju z naravo.« Poročilo o živem planetu (Living Planet Report) WWF od leta 1998 objavlja vsaki dve leti; temelji na indeksu živega planeta in izračunu okoljskega odtisa. Poleg tega je WWF sprožil več pomembnih svetovnih kampanj, vključno z Uro Zemlje in Zamenjavo dolga za naravo, njegovo trenutno delo pa je organizirano na teh šestih področjih: hrana, podnebje, sladka voda, prostoživeče živali, gozdovi in oceani.
WWF je prejel kritike zaradi svojih domnevnih korporativnih vezi in je bil očitan, ker podpira ekološke straže, ki so preganjale prebivalce afriških gozdov v predlaganem narodnem parku Messok Dja v Republiki Kongo.
WWF je del usmerjevalne skupine fundacije Platforma F20, mednarodne mreže fundacij in filantropskih organizacij.

## Panda simbol
Logotip WWF - veliki panda - izvira iz pande z imenom Chi Chi, ki je bila leta 1958 premeščena iz pekinškega živalskega vrta v londonski živalski vrt, tri leta pred ustanovitvijo WWF. Ker je bila znana kot edina panda, ki je takrat prebivala v zahodnem svetu, so bile njene edinstveno prepoznavne fizične lastnosti in status ogrožene vrste idealne za potrebe organizacije po močnem prepoznavnem simbolu, ki bi premagal vse jezikovne ovire. Organizacija je potrebovala tudi žival, ki bi vplivala na črno-beli tisk. Logotip je nato oblikoval sir Peter Scott po predhodnih skicah Geralda Wattersona, škotskega naravoslovca.
Logotip je bil leta 1978 nekoliko poenostavljen in postal bolj geometrijski, leta 1986 pa je bil ponovno bistveno spremenjen, v času, ko je organizacija spremenila ime, z novo različico, ki vsebuje trdne črne oblike za oči. Leta 2000 je bila narejena sprememba pisave, uporabljene za začetnice "WWF" v logotipu.